# Robert Collignon
Robert Collignon (* 10. Februar 1943 in Villers-le-Bouillet, Provinz Lüttich) ist ein belgischer Politiker der Parti Socialiste (PS), der unter anderem zwischen 1994 und 1999 Ministerpräsident der Wallonischen Region war.

## Leben

### Rechtsanwalt und Abgeordneter
Collignon, dessen Vater Émile Collignon Mitglied der Belgischen Abgeordnetenkammer und Bürgermeister von Villers-le-Bouillet war, nahm bereits als Schüler an den großen Streikaktionen im Winter 1960 bis 1961 teil, die von Gewerkschaftsfunktionären wie André Renard und André Genot organisiert wurden.
Nach dem Schulbesuch studierte er Rechtswissenschaften an der Universität Lüttich und schloss das Studium nach Vorlesungen bei Professoren wie Fernand Dehousse und François Perin 1967 mit der Promotion zum Dr. jur. ab. Zu seinen Kommilitonen gehörten spätere bekannte Politiker der PS wie Yvan Ylieff und Jean Gol und war danach selbst für ein Jahr als Lektor für Rechtswissenschaften tätig.
1968 wurde er für vier Monate Pressereferent im Büro von Freddy Terwagne, dem damaligen Minister für kommunale Beziehungen, und nahm anschließend eine Tätigkeit als Rechtsanwalt auf.
Nach dem Tod von Freddy Terwagne wurde er 1971 als dessen Nachfolger zum Mitglied der Belgischen Abgeordnetenkammer gewählt und gehörte dieser als Vertreter der PS bis 1974 an. Nachdem er sein Mandat bei den Wahlen 1974 verloren hatte, engagierte er sich in der Kommunalpolitik und wurde 1977 zunächst zum Schöffen für den öffentlichen Unterricht der Stadt Amay gewählt.
Zwischenzeitlich wurde er 1981 wiederum zum Mitglied der Abgeordnetenkammer gewählt und befasste sich in der Folgezeit mit institutionellen Problemen, aber auch mit Themen aus der Wirtschafts-, Rechts- und Außenpolitik.

### Bürgermeister, Senator und Ministerpräsident Walloniens
Nachdem er anschließend 1983 Schöffe für Finanzen war, wurde er am 1. Mai 1987 nach dem Rücktritt von Maurice Dumongh Bürgermeister von Amay.
1988 erfolgte die Wahl von Collignon zum Mitglied des Senats, wo er Vorsitzender des Parlamentarischen Untersuchungsausschusses zur Katastrophe von Heysel war, einer Massenpanik im Rahmen eines Fußball-Europapokalspiels. Sie ereignete sich am 29. Mai 1985 vor dem Endspiel um den Pokal der Landesmeister 1984/85 zwischen dem FC Liverpool und Juventus Turin im Heysel-Stadion in Brüssel. Als Anhänger Liverpools in den neutralen Sektor stürmten, brach Panik aus und eine Wand
stürzte ein. 39 Menschen wurden getötet, 454 verletzt.
Darüber hinaus war er während seiner Zugehörigkeit zum Senat Präsident der Parti Socialiste Walloniens sowie Vorsitzender der Fraktion der PS im Senat. Als Parteivorsitzender organisierte er 1991 den Parteitag der PS in Ans.
Im Januar 1992 wurde Collignon von Ministerpräsident Guy Spitaels in die Regierung Walloniens berufen und war in dieser bis Januar 1994 Minister für Raumplanung, Wohnungswesen und Haushalt.
Danach wurde er am 25. Januar 1994 als Nachfolger von Spitaels selbst Ministerpräsident der Wallonischen Region und bekleidete dieses Amt bis zu seiner Ablösung durch Elio Di Rupo am 15. Juli 1999. 1995 wurde er auch zum Mitglied des Wallonischen Parlaments gewählt und war von 2000 bis 2004 dessen Parlament.
Im Anschluss übernahm er wieder das Amt des Bürgermeisters von Amay und behielt dieses bis Oktober 2006. Bei den anschließenden Kommunalwahlen unterlag sein Sohn Christophe Collignon knapp mit 2226 zu 2900 Wählerstimmen gegen Jean-Michel Javaux, den Kandidaten der Partei Ecolo, der daraufhin Bürgermeister der Stadt wurde.